# Николаев, Сергей Михайлович (велогонщик)
Серге́й Миха́йлович Никола́ев (род. 5 февраля 1988, Ижевск) — российский шоссейный велогонщик, на профессиональном уровне выступает начиная с 2013 года. В составе таких команд как «Катюша» и «Итера-Катюша» неоднократно становился победителем и призёром престижных шоссейных гонок. На соревнованиях представляет Самарскую область, мастер спорта.

## Биография
Сергей Николаев родился 5 февраля 1988 года в городе Ижевске, Удмуртия. Активно заниматься велоспортом начал в раннем детстве, проходил подготовку в ижевской детско-юношеской спортивной школе и в самарской школе высшего спортивного мастерства, в разное время тренировался под руководством таких специалистов как В. В. Иванов, А. С. Водяников, П. К. Григорьев. Состоял в Центральном спортивном клубе Военно-воздушных сил Российской Федерации.
В молодости увлекался маунтинбайком, в 2007 году выступал на профессиональном уровне в составе ижевской команды Format-Udmurtia, однако в конечном счёте сделал выбор в пользу шоссейного велоспорта. Первого серьёзного успеха на шоссе добился в 2009 году, когда принял участие в многодневной гонке в Удмуртской республике и стал серебряным призёром четвёртого её этапа. Год спустя вновь проехал все этапы этой гонки, в том числе взял бронзу в прологе. Ещё через год выиграл бронзовую медаль на чемпионате России по горовосхождению, занял третье место на пятом этапе «Гран-при Адыгеи», финишировал четвёртым на «Гран-при Москвы», участвовал в зачёте всероссийского многодневного национального первенства «Дружба народов Северного Кавказа», где, в частности, показал второй результат на четвёртом этапе и третий на десятом.
В 2012 году Николаев выиграл пролог «Всероссийской гонки памяти Виктора Капитонова», был призёром на большинстве этапов «Дружбы народов Северного Кавказа», расположившись в итоговой генеральной классификации на второй строке, кроме того, показал третий результат на пятом этапе «Гран-при Адыгеи» и на четвёртом этапе многодневной гонки «Пять колец Москвы»
Первую половину 2013 года провёл в континентальной команде «Итера-Катюша», вторую половину — состоял стажёром в профессиональной «Катюше», выступающей в мировом туре. В этот период одержал победу в общем зачёте «Всероссийской гонки памяти Виктора Капитонова», успешно выступил на «Туре Словакии», где выиграл второй этап, стал вторым на третьем этапе и разместился в итоговом протоколе на пятой позиции. Помимо этого, сумел попасть в число призёров на этапах «Тура Сербии», «Пять Колец Москвы», «Дружба народов Северного Кавказа», «Гран-при Сочи». Вместе с партнёрами по «Катюше» одержал победу в командной гонке с раздельным стартом на «Туре Фьордов» (третий этап соревнований).
Сезон 2014 года Сергей Николаев в основном провёл на дорогах континентального тура: был призёром этапов «Тура Нормандии» и «Тура Бретани» во Франции, успешно проехал «Тур Словакии» и «Тур Сербии», стал пятым на «Гран-при Сараево» в Боснии и Герцеговине, выиграл пролог «Пяти колец Москвы», занял девятое место в генеральной классификации «Гран-при Адыгеи», финишировал восьмым на «Пореч Трофи» в Хорватии. Завоевал Кубок России по велокроссу.